# きらら浜
きらら浜（きららはま）は、山口県山口市阿知須にある山口湾（周防灘）を望む干拓地。国営干拓事業時代の事業名称でもある阿知須干拓地（あじすかんたくち）とも呼ばれる。総面積は286ha。
農地として整備されたが、整備完了後に減反政策が実施されたこともあり、農地として利用されることはなかった。現在、干拓地内には山口きらら博記念公園、山口県立きらら浜自然観察公園、道の駅きらら あじす等の施設がある。

## 歴史
- 1947年（昭和22年） - 国営干拓事業として計画決定。
- 1953年（昭和28年） - 阿知須干拓地南工区が着工。
- 1960年（昭和35年） - 阿知須干拓地北工区が着工。
- 1965年（昭和40年） - 阿知須干拓地完成。
- 1988年（昭和63年） - 山口県が国から払い下げを受け整備開始。
- 2001年（平成13年）
  - 4月27日 - 山口県立きらら浜自然観察公園が開園。
  - 7月14日-9月30日 - 山口きらら博（21世紀未来博覧会）を開催。
- 2002年（平成14年）7月24日 - 山口きらら博会場跡地を再整備し、山口県立きららスポーツ交流公園（現・山口きらら博記念公園）が開園。
- 2005年（平成17年）3月26日 - 山口県内で18番目の道の駅となる道の駅きらら あじすが開業。
- 2011年（平成23年）
  - 5月14日 - 山口きらら博記念公園内に第66回国民体育大会（おいでませ!山口国体）の水泳競技の主会場となる屋内水泳プールが完成[1]。
  - 10月1日-10月11日 - 山口きらら博記念公園にて第66回国民体育大会（おいでませ!山口国体）の水泳・サッカー・ホッケーの各競技を開催。
- 2012年（平成24年）5月27日 - 第63回全国植樹祭を開催[2]。
- 2013年（平成25年）7月31日-8月8日[3] - 第16回日本ジャンボリー兼第30回アジア太平洋地域ジャンボリーを開催（大会期間は8月1日から8月7日[4]）。
- 2015年（平成27年）7月27日-8月9日 - 第23回世界スカウトジャンボリーを開催（大会期間は7月29日から8月7日）。
- 2018年（平成30年）9月14日-11月4日 - 第35回全国都市緑化フェア（山口ゆめ花博）を開催。

## 主な施設
- 道の駅きらら あじす
- 山口県立きらら浜自然観察公園 - 元々この地は、旧阿知須町の町名の由来にもなったアジガモ（トモエガモ）など、多くの野鳥が観察される場所であり、公園からも多くの野鳥を観察できる。
- 山口きらら博記念公園
  - サッカーラグビー場
  - 多目的ドーム
  - スポーツ交流公園
- 山口市阿知須浄化センター